# 모니카 폰 합스부르크로트링겐
모니카 폰 합스부르크로트링겐(독일어: Monika von Habsburg-Lothringen, 1954년 9월 13일 ~ )는 오토 폰 합스부르크와 레기나 폰 작센마이닝겐의 둘째 딸이다. 미하엘라 폰 합스부르크로트링겐과 쌍둥이 자매이다.